# Oribotritia magna
Oribotritia magna är en kvalsterart som först beskrevs av Ewing 1907.  Oribotritia magna ingår i släktet Oribotritia och familjen Oribotritiidae. Inga underarter finns listade i Catalogue of Life.